# Anass Houssein
Anass Houssein (ur. 10 stycznia 1995 roku) – dżibutański judoka. Reprezentant Dżibuti na Letnich Igrzyskach Olimpijskich w 2016 roku w kategorii do 66 kg. Houssein dostał się na igrzyska dzięki dzikiej karcie. Jego występ w Rio de Janeiro skończył się na jednej walce, którą przegrał z Chinczykiem Ma Duanbin.